# Libération de la Belgique et des Pays-Bas
Vous pouvez aider à l'améliorer ou bien discuter des problèmes sur sa page de discussion.
- Il ne cite pas suffisamment ses sources. Vous pouvez indiquer les passages à sourcer avec {{référence nécessaire}} ou {{Référence souhaitée}}, et inclure les références utiles en les liant aux notes de bas de page. (Marqué depuis janvier 2021)
- Certaines informations devraient être mieux reliées aux sources mentionnées dans la bibliographie ou les liens externes. Améliorez sa vérifiabilité en les associant par des références. (Marqué depuis juillet 2022)
- Il adopte un point de vue régional ou culturel particulier et nécessite une internationalisation. (Marqué depuis juillet 2022)

- Archive Wikiwix
- Bing
- Cairn
- DuckDuckGo
- E. Universalis
- Gallica
- Google
- G. Books
- G. News
- G. Scholar
- Persée
- Qwant
- (zh) Baidu
- (ru) Yandex
- (wd) trouver des œuvres sur Wikidata

Seconde Guerre mondiale
Batailles
Front d'Europe de l'Ouest
- Campagnes du Danemark et de Norvège
- Bataille de France
- Bataille de Belgique
- Bataille des Pays-Bas
- Bataille d'Angleterre
- Blitz
- Opération Myrmidon
- Opération Ambassador
- Raid de Dieppe
- Sabordage de la flotte française à Toulon
- Bataille aérienne de Berlin
- Bataille de Normandie
- Débarquement de Provence
- Libération de la France
- Campagne de la ligne Siegfried
- Bataille du Benelux
- Poche de Breskens
- Bataille des Vosges (Bruyères)
- Bataille des Ardennes
- Bataille de Saint-Vith
- Siège de Bastogne
- Opération Bodenplatte
- Opération Nordwind
- Campagne de Lorraine
- Bataille d'Alsace (Forêt de la Hardt, Poche de Colmar Jebsheim)
- Campagne d'Allemagne
- Raid de Granville
- Libération d'Arnhem
- Bataille de Groningue
- Insurrection géorgienne du Texel
- Bataille de Slivice
- Capitulation allemande

Front d’Europe de l’Est

Campagnes d'Afrique, du Moyen-Orient et de Méditerranée

Bataille de l’Atlantique

Guerre du Pacifique

Guerre sino-japonaise

Théâtre américain
La libération de la Belgique et des Pays-Bas est un épisode de la Seconde Guerre mondiale de reconquête de l'Europe occidentale par les Armées alliées qui s'étend de septembre 1944 à mai 1945. Il fait suite à l'occupation de la Belgique et des Pays-Bas depuis mai 1940 par l'armée allemande.
Sur le plan politique, elle se traduit par la fin de l'administration militaire allemande et la réinstallation du gouvernement Pierlot (gouvernement belge à Londres) sur le territoire belge en septembre 1944 et le retour de la reine Wilhelmine et des principaux ministres des Pays-Bas en mai 1945 sur le territoire hollandais.

## Septembre 1944
La bataille de Normandie s'est achevée le 21 août dans la poche de Falaise par la déroute des armées allemandes, les Alliés ont également débarqué en Provence le 15 août et remontent rapidement vers le Nord de la France. Les armées allemandes refluent en désordre vers le Rhin. Les Alliés, lancés à leur poursuite dans un mouvement de ruée gigantesque, foncent vers les frontières du Reich. Le 2 septembre, des éléments de la 9e division d'infanterie du VIIe corps de la 1re armée américaine entrent en Belgique, par le hameau de Cendron, près de Chimay. C'est près de là que les premiers soldats américains tombent lors des combats qui les opposent aux allemands de la 2e Panzerdivision, entre Macon  et Monceau-Imbrechies. Les Britanniques libèrent Bruxelles le 3 septembre accompagnés des Belges de la Brigade Piron, et Anvers le jour suivant, avec l'aide de la Résistance belge (la Witte Brigade ou «brigade blanche ») qui a neutralisé les dispositions allemandes prises en vue de détruire les installations portuaires. Les Américains sont à Liège, tandis qu'au sud, la 7e armée américaine et la 1re armée française, venant de Provence font leur jonction avec les troupes débarquées en Normandie.
Seuls, quelques ports du Nord de la France et de la Belgique sont encore aux mains des Allemands. Leurs garnisons ont reçu d'Hitler l'ordre de résister coûte que coûte, afin de gêner l'arrivée des renforts alliés dont les lignes de ravitaillement s'allongent démesurément sur plus de 400 km, depuis les plages de Normandie. Au cours du mois de septembre, les Canadiens s'emparent d'Ostende, du Havre, de Boulogne, de Calais, et atteignent l’estuaire de l'Escaut. Le Nord de la France et la Belgique sont libérés et l'Angleterre est ainsi délivrée des terribles attaques de V1 lancées à partir des bases allemandes du Pas-de-Calais. Pendant ce temps-là, les nations libérées reconstituent leurs armées. En Alsace, les volontaires des forces françaises de l'intérieur renforcent à la nouvelle armée française qui entre dans Strasbourg. En Belgique, la 1re brigade motorisée belge libère Maaseik et une partie de la province du Limbourg.

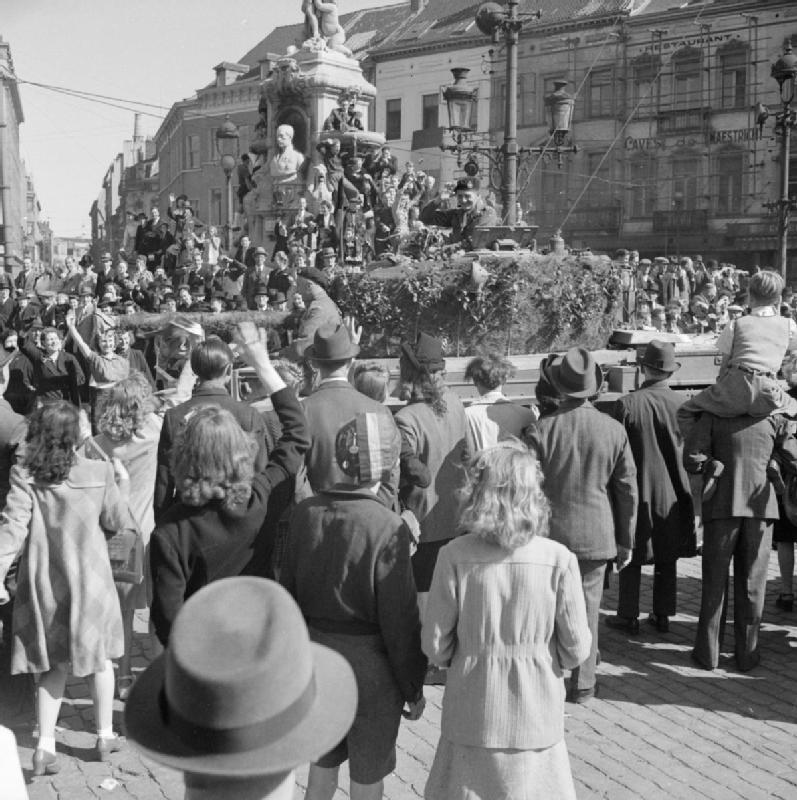
Libération de Bruxelles par les Britanniques, 4 septembre 1944.

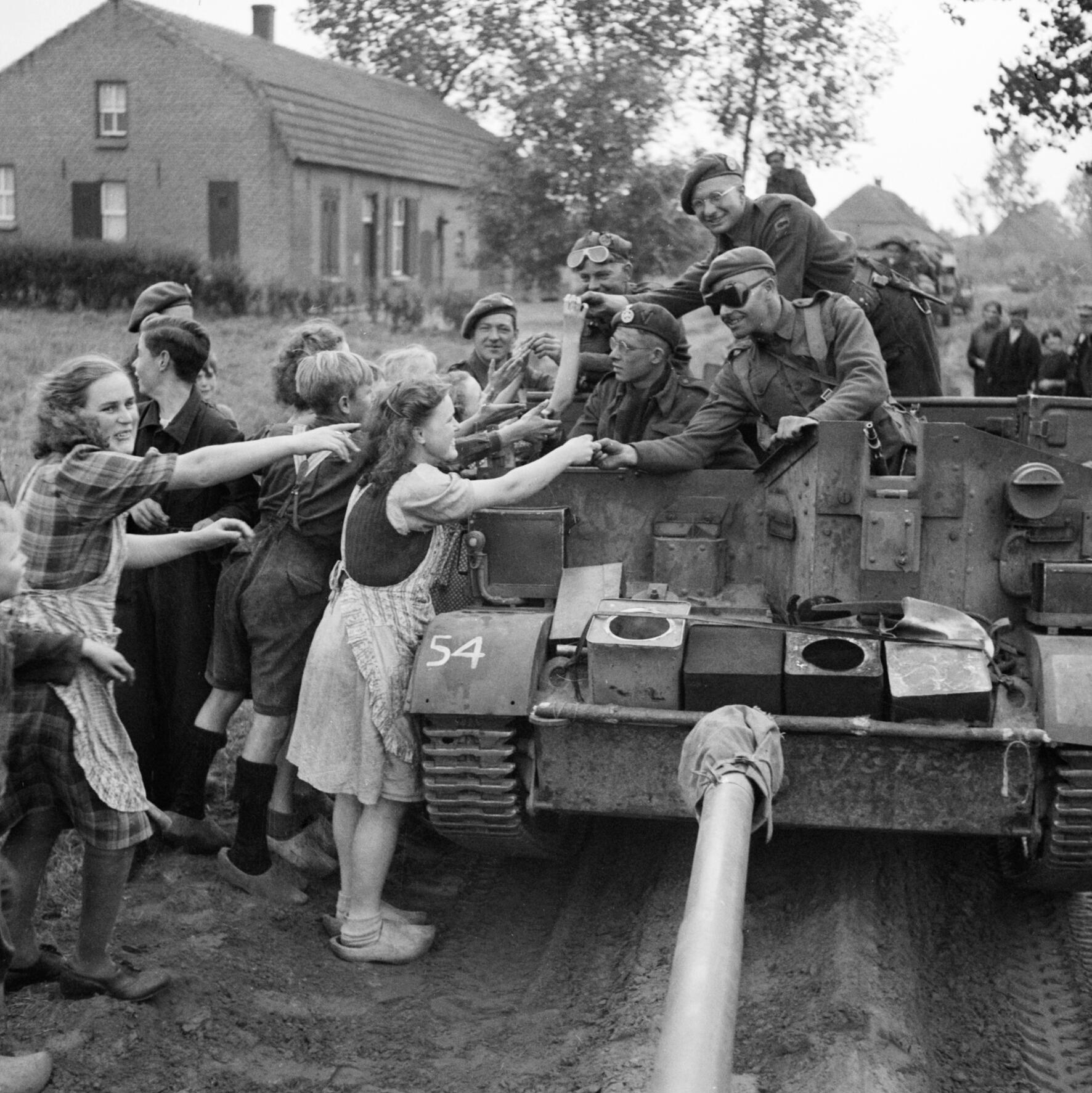
Des soldats britanniques donnent du chocolat à des civils néerlandais lors de leur passage dans les villages.

Le 17 septembre, le maréchal britannique Montgomery lance l'opération Market Garden qu'il espère être la percée définitive vers l'est avec trois puissantes opérations aéroportées sur les Pays-Bas. À Eindhoven et Nimègue, les parachutistes américains s'emparent des ponts et se maintiennent sur la Meuse où ils sont rejoints par les hommes et blindés de la 2e armée britannique. Mais, à Arnhem, au-delà du Rhin, c'est l'échec. Après 8 jours de résistance héroïque, les 2 500 survivants de l'opération sont contraints de se rendre dans des conditions dramatiques. Des critiques s'élèvent contre le maréchal Montgomery qui avait limité l'effectif des troupes américaines participant à l'opération, parce que, prétend-on, il voulait réserver à la Grande-Bretagne la gloire de la percée décisive vers la Ruhr. De même, l'appui des Résistants belges et néerlandais a été jugé négligeable par le maréchal anglais qui manifestait ainsi la méfiance qu'il éprouvait pour les combattants de l'intérieur, considérés par lui comme des amateurs peu fiables noyautés par les communistes.

## Bataille pour libérer l'Escaut
Le Haut Commandement allié (SHAEF) doit alors admettre que l'Allemagne, encore puissante et résolue à résister jusqu'au dernier homme, ne s'effondrera pas avant l'hiver. Dès lors, pour assurer l'acheminement des renforts et du ravitaillement nécessaires à l'offensive alliée dont les voies d'approvisionnement s'étirent sur plus de 400 km depuis les plages de débarquement, il devient impératif de rendre le Port d'Anvers accessible aux navires de transport, dans les plus brefs délais.
La ville est située à 80 km de la mer du Nord, au fond de l'estuaire de l'Escaut, dont les rives sont tenues par de fortes concentrations d’artillerie allemande protégées par une puissante infanterie. Il faut la libérer et sauver les installations portuaires afin de permettre l'accès des navires alliés amenant troupes et matériel sur le front nord. La résistance belge se charge de neutraliser les sabotages allemands prévus pour détruire le port (piégeage des grues et destruction de locomotives de manœuvre, obstruction de l'Escaut). C'est la Witte Brigade (brigade blanche), groupant des résistants flamands sous la direction d'officiers belges rescapés de la reddition de 1940, qui sauve le port en neutralisant les sabotages. Des officiers belges en civil, aventurés au milieu des combats de la Wehrmacht en retraite, accueillent les éléments avancés de la 1re armée canadienne commandée par le lieutenant-général Simonds et guident les chars au milieu du dédale de la ville et des installations portuaires.
Mais il reste à se débarrasser des forces allemandes qui, sur les rives nord et sud, s'apprêtent à canonner les convois alliés qui tenteraient d'entrer dans l'estuaire de l'Escaut. Celui-ci est bordé, au nord, par la presqu'île de Beveland et l'île de Walcheren, au sud, par la région de Breskens occupée par 64 000 Allemands bien équipés et préparés aux tactiques particulières du combat entre la terre et la mer. En effet, outre le combat contre des convois maritimes accompagnés d'une protection de navires de guerre, il va falloir aux Allemands combattre contre un débarquement. C'est le 2 octobre que le Black Watch s'élance à l'assaut de la presqu'île de Beveland et attaque en terrain découvert. Le combat est effroyable, le régiment perd en une seule journée nombre de ses hommes et tous ses commandants de compagnie. Le Royal Hamilton Light Infantry parvient à s'emparer de l'entrée de la presqu'île qu'il défend avec succès contre de puissantes contre-attaques allemandes, pendant que la 4e division blindée canadienne nettoie l'arrière-pays. Durant trois semaines de combats acharnés, la 4e brigade du Special Service poursuit sa progression, et occupe la presqu'île avec l'appui de la 52e division britannique lors de la dernière phase de la bataille.

## Poche de Breskens
Au sud du front, en Belgique, la 3e division canadienne a pour mission de nettoyer la poche de Breskens. Les Allemands y sont retranchés derrière les rives du canal Léopold qui constitue un obstacle redoutable à la progression des troupes canadiennes. Le 6 octobre, le Canadian Scottish et le Regina Rifles Regiment franchissent le canal et établissent deux têtes de pont que les Allemands tentent de réduire par de nombreuses contre-attaques. Le lendemain, le Royal Winnipeg Rifles arrive en renfort. Au nord de la poche, le Highland Light Infantry et le North Nova Scotia, traversent l’anse de Braakman et constituent une troisième tête de pont. Trois semaines de combats farouches, sont nécessaires pour colmater la poche.

## Beveland et Walcheren
Au nord, aux Pays-Bas, la presqu'île de Zuid-Beveland est reliée à l'île de Walcheren par une étroite chaussée, longue de 10 000 mètres. Le Calgary Highlanders force le passage et établit une tête de pont dans l'île, mais il est contre-attaqué si violemment qu'il doit se replier. Le lendemain, le Régiment de Maisonneuve rétablit la tête de pont sous un feu implacable, mais ne peut progresser au-delà. La 152e brigade britannique vient le relever.

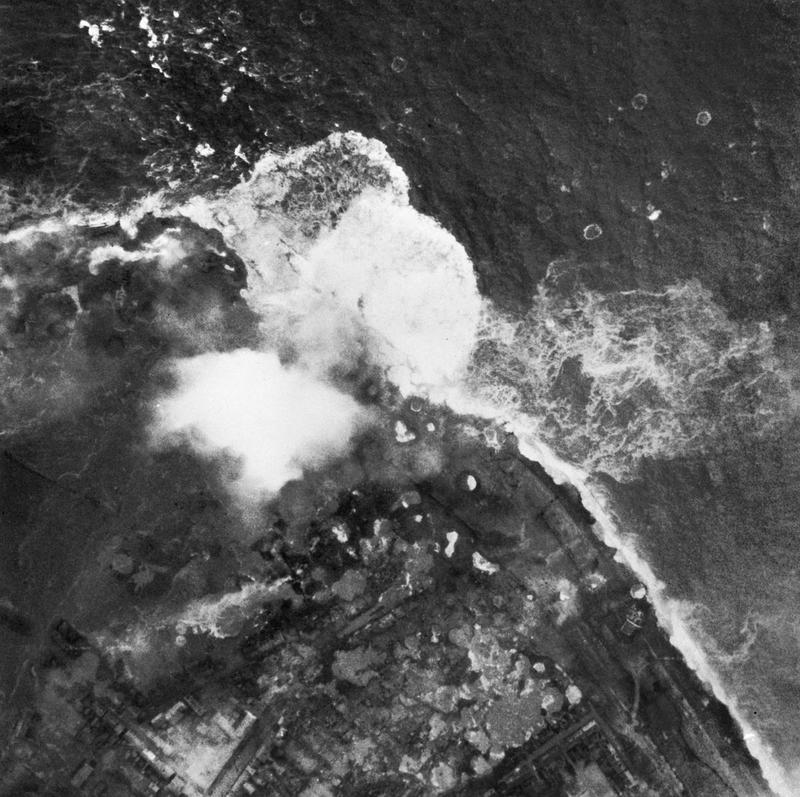
Walcheren est bombardée.

La Royal Air Force, avec des bombardements répétés, parvient à ouvrir une brèche dans les digues par où s'engouffrent les eaux de la mer du Nord, inondant une partie des défenses ennemies. La 2e division canadienne peut ainsi intervenir avec ses véhicules amphibies, tandis qu’un commando et une brigade d’infanterie britanniques débarquent à Westkapelle et à Flessingue. Le 8 novembre, l'île de Walcheren est libérée. Les rives de l'Escaut sont nettoyées et, le 28 novembre, le premier convoi de ravitaillement allié pénètre dans le port d'Anvers.

## Décembre 1944
Hitler lance une offensive désespérée sur le massif des Ardennes. Les troupes américaines sont prises au piège à Bastogne où elles résistent héroïquement, sans soutien aérien, car la météo exécrable interdit les sorties de l'aviation alliée. L'offensive allemande, faute de moyens matériels et d'essence pour ses blindés, s'essouffle rapidement, mais elle a stoppé l'avance des troupes américaines. En effet, celles-ci ne reprennent l'offensive qu'à la fin de l'hiver.

## Février 1945
Les armées soviétiques ont atteint la frontière allemande (→Front de l'Est, Offensive Vistule-Oder).
À l'ouest, Américains, Britanniques, Canadiens, Polonais et Français déclenchent une vaste offensive sur l'ensemble du front, des Pays-Bas à l'Alsace.

## Bataille pour le Rhin
À partir de sa base de Nimègue, l'offensive canadienne va s'insérer entre la Meuse et le Rhin pour attaquer la ligne Siegfried, réputée invincible. Les moyens engagés sont considérables : mille canons, mille chasseurs, mille bombardiers lourds. Le général Crerar a sous ses ordres près de 400 000 hommes… Canadiens, Anglais, Écossais et Belges. À gauche du dispositif, près du Rhin, les routes sont impraticables, recouvertes par 1 mètre d'eau.
Le 8 février l'attaque commence (→Opération Grenade) par un tir de barrage d'une puissance inouïe. Les divisions d'infanterie canadiennes se mettent en marche simultanément sur un front de 10 km.
La 3e division canadienne progresse sur un terrain marécageux, détrempé par les inondations. Seuls l'infanterie et les véhicules légers peuvent s'aventurer dans cette mer de boue. La ligne de défense allemande est enfoncée et les hommes de la 3e division pénètrent dans la forêt de Reichswald. Après cinq jours de combats acharnés, la forêt est nettoyée et la ligne Siegfried est enfoncée.
Le 1er mars, les 2e et 3e divisions canadiennes attaquent en direction de la dernière ligne de défense allemande qui couvre les massifs forestiers de Hochwald et de Balbergerwald. Les Allemands défendent âprement ce territoire vital pour eux, ils parviennent à stabiliser leur ligne de défense et à conserver la maîtrise des ponts sur le Rhin. L'Essex Scottish, malgré de lourdes pertes, s'empare de ses objectifs dans la forêt de Hochwald. Durant la nuit, le régiment de la Chaudière se lance à l'assaut de la forêt de Balberger, mais il est repoussé par une contre-attaque écrasante d'artillerie et de mortiers. Il attaque à nouveau et, dans la journée suivante, réussit à enlever la position. Le Queen's Own Rifles et le North Shore achèvent le nettoyage de la forêt. Le 10 mars, la bataille de la Rhénanie est terminée. La 1re armée allemande a retiré le plus gros de ses divisions, décimées, mais en bon ordre, de l'autre côté du Rhin. L'offensive a coûté la vie de 15 000 hommes dont 5 000 de la 1re armée canadienne.

## Offensive générale alliée

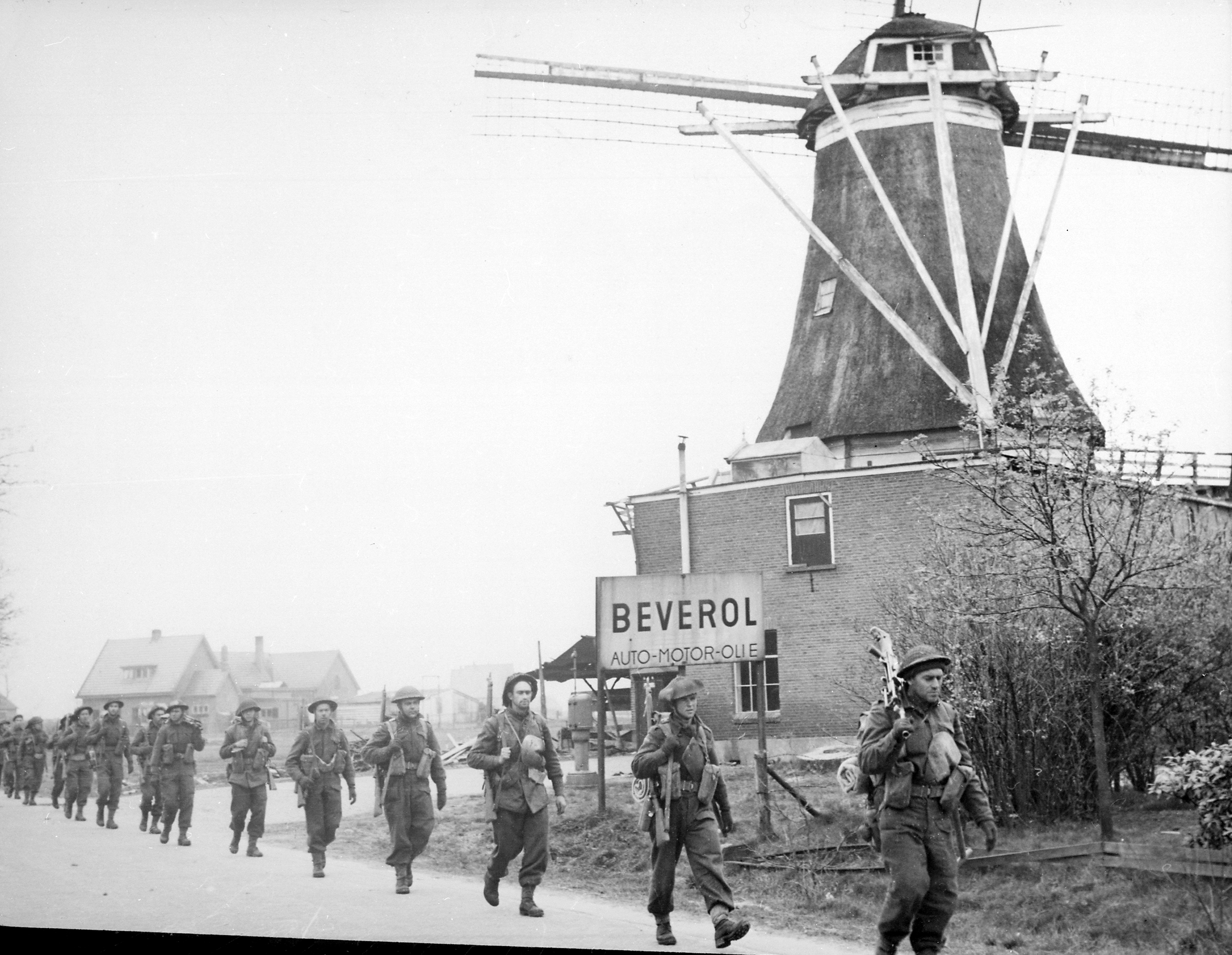
Canadiens dans le village de Rijssen-Holten, en avril 1945.

Les 23 et 24 mars est lancée une offensive générale. Les troupes alliées franchissent le Rhin (opération Plunder et Varsity). Les unités de parachutistes anglais, canadiens et américains, larguées sur les arrières de l'ennemi, neutralisent les positions allemandes et font jonction avec l'infanterie. L'Allemagne, qui ne dispose plus de réserves suffisantes en hommes et en matériel et dont les défenses naturelles sont anéanties, s'effondre chaque jour davantage, malgré la résistance acharnée de certaines de ses unités qui poursuivront jusqu'à la dernière heure le combat.

### Libération du nord des Pays-Bas et attaque sur le nord de l'Allemagne

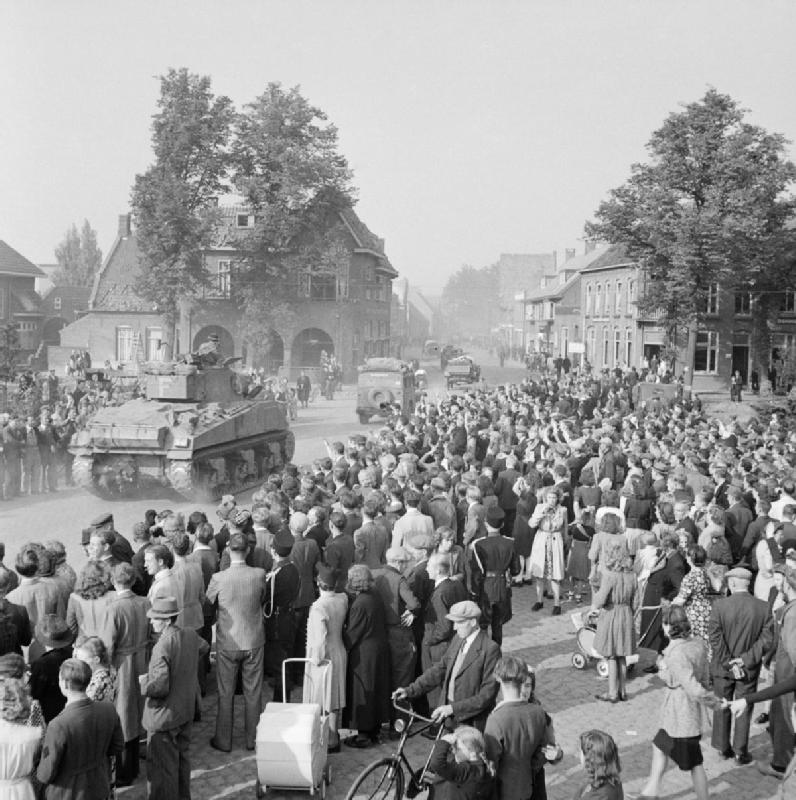
Soldats britanniques libérant Valkenswaard durant l'opération Market Garden (septembre 1944).

Au cours des dernières semaines de cette guerre atroce, les troupes canadiennes devront encore libérer le nord des Pays-Bas, s'emparer de la zone côtière allemande jusqu'à la Weser, enfin libérer l'ouest des Pays-Bas. Les hommes du général Simonds foncent suivant trois axes vers le nord des Pays-Bas où ils se heurtent à des poches de résistance très opiniâtres et délogent les parachutistes allemands des villes où ils se sont retranchés. La 4e division blindée fonce vers les ports de Wilhelmshaven et de Wesermünde en Allemagne du Nord. À la mi-avril, les 2e et 3e divisions canadiennes atteignent les rives néerlandaises de la mer du Nord après avoir libéré villes et villages où elles sont accueillies par une population en liesse.
Sur le front ouest, les hommes du 1er Corps canadien, qui ont fait mouvement depuis l'Italie jusqu'au Rhin, libèrent Arnhem après de furieux combats de maison en maison. Ils progressent vers l'ouest des Pays-Bas encore occupé par 120 000 Allemands et qui compte les villes les plus importantes du pays. La population est affaiblie par les privations et par les représailles que lui impose depuis le début de la guerre le Commissaire du Reich pour les Pays-Bas, le nazi Seyss-Inquart. Le Gouvernement des Pays-Bas, en exil à Londres, insiste auprès du Haut-Commandement allié pour que la population néerlandaise, qui a atteint l'extrême limite de la souffrance, soit secourue. Une trêve est conclue. Les bombardiers alliés parachutent des tonnes de nourriture et de produits de première nécessité qui sont acheminés en arrière des lignes ennemies pour être distribués à la population. Le 25 avril, les Américains font leur jonction sur l'Elbe avec les Soviétiques (Elbe Day) et les Britanniques s'emparent de Brême.
Les Canadiens, après avoir libéré les Pays-Bas, font mouvement vers le nord de l'Allemagne où ils liquident les derniers nids de résistance. Le 30 avril, Hitler se suicide dans son bunker de la Chancellerie du Reich. Une semaine de combats encore, violents et impitoyables, et toute résistance cessera.

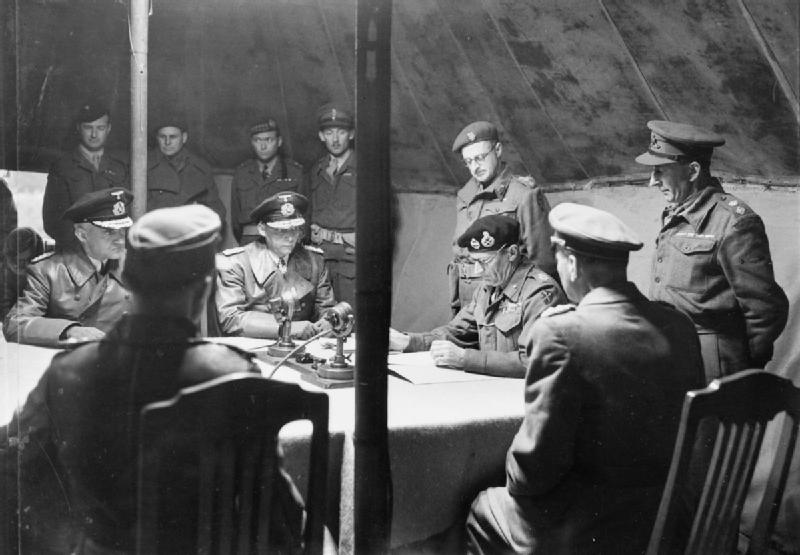
Generaladmiral von Friedeburg et Montgomery signent la Kapitulationserklärung

Le 4 mai, le lieutenant-général Foulkes commandant du 1er corps canadien, impose la reddition aux troupes allemandes de l'Ouest des Pays-Bas tandis que celles de l'Allemagne du Nord se rendent au maréchal Bernard Montgomery.

### Sources
- Jacques Teyssier, documentariste, Les Canadiens et la Libération de l'Europe. 1939-1945 : la Guerre de la boue, (texte rédigé sous la supervision de M. Serge Bernier Dr Histoire - Directeur Histoire et patrimoine - Ministère de la Défense nationale - Ottawa)

### Cinéma
- Un pont trop loin (A Bridge Too Far), film réalisé par Richard Attenborough, 1976.
- Frères d'armes (Band of brothers), mini-série, épisodes 4 (réalisation David Nutter), 6 (réalisation David Leland) et 7 (réalisation David Frankel), 2001.
- La Bataille de l'Escaut (De Slag om de Schelde), film réalisé par Matthijs van Heijningen Jr., sorti en 2020.